# アザセトロン
アザセトロン（Azasetron、開発コードY-25130）とは、5-HT3受容体アンタゴニストに分類される制吐薬である。1987年に日本で創製され、1994年1月に注射剤が、1999年6月に錠剤が製造承認された:1。

## 効能・効果
抗悪性腫瘍剤（シスプラチン等）投与に伴う消化器症状（悪心、嘔吐）

## 副作用
重大な副作用には、ショックとアナフィラキシーショックが設定されている。（共に頻度不明）
治験では注射剤で3.29%:29、錠剤で4.29%:28に副作用が見られ、主なものは頭痛、AST(GOT)上昇、ALT(GPT)上昇であった。

## 作用機序
消化管（特に胃）に多く存在する腸クロム親和性細胞（EC細胞）は、抗悪性腫瘍薬に刺激されると大量のセロトニン(5-HT)を放出する。セロトニンは求心性迷走神経末端を刺激し、嘔吐中枢を直接刺激すると共に化学受容器引き金帯も同時に刺激して、嘔吐を誘発する。この経路の内、EC細胞と迷走神経末端に5-HT3受容体が存在する。アザセトロンは5-HT3受容体を阻害して迷走神経を抑制すると同時に、EC細胞の5-HT3受容体を阻害してセロトニンの分泌を抑制する:12。